# Bukit Mas (Simpang Kanan)
Bukit Mas is een bestuurslaag in het regentschap Rokan Hilir van de provincie Riau, Indonesië. Bukit Mas telt 1034 inwoners (volkstelling 2010).